# يو إف سي 228
يو إف سي 228: وودلي ضد تيل (بالإنجليزية: UFC 228: Woodley vs. Till)‏ هو حدث لفنون القتال المختلطة نظمته يو إف سي، أُقيم في 8 سبتمبر 2018، على مركز الخطوط الجوية الأمريكية في دالاس، تكساس، الولايات المتحدة.